# Pastor Aeternus
La Pastor Aeternus es una constitución dogmática del Concilio Vaticano I sobre la Iglesia de Cristo, aprobada el 18 de julio de 1870. Por medio de este documento la Iglesia católica definió dos dogmas para definir mejor el rol del papa: el primado papal y la infalibilidad papal. El nombre proviene de las dos primeras palabras del documento en latín, que traducido al castellano sería: «el Pastor Eterno». Se trata del primer documento del magisterio católico que con tanta amplitud trata sobre la Iglesia.

## Preparación
Ya desde el inicio del Concilio Vaticano I, el problema de la infalibilidad papal preocupaba a gran parte del episcopado católico, la curia romana, los padres conciliares, gobiernos civiles y las cancillerías europeas. El Concilio se había iniciado el 8 de diciembre de 1869, y ya al final de dicho mes se habían recogido firmas entre los padres conciliares para que se iniciara lo más pronto posible la cuestión sobre la infalibilidad. Por otra parte, incluso aquellos que estaban en contra de la definición del dogma recogieron firmas a su favor. En febrero de 1870, se recogieron alrededor de unas 450 firmas a favor, mientras que 150 se mostraron en contra.
Algunos padres conciliares propusieron que el concilio iniciara inmediatamente la discusión del último capítulo del esquema sobre la Iglesia. Solo a finales de abril, luego de varias intervenciones a favor y en contra de la propuesta, Pío IX dio la orden de iniciar el examen del capítulo sobre la infalibilidad. Al inicio era un capítulo del documento De Ecclesia, pero terminó por convertirse en un documento independiente, De Romano Pontífice, dividido en cuatro capítulos.
La discusión sobre este nuevo esquema se prolongó desde el 13 de mayo al 18 de julio de 1870. Según la praxis estipulada, la discusión primero ponía como objeto el documento en general y luego se discutía sobre cada capítulo en particular. El primer examen ocupó a los padres conciliares del 13 de mayo hasta el inicio de junio; el 6 de junio se inició en cambio la discusión sobre cada uno de los capítulos. En dos días se votaron y aprobaron los primeros dos capítulos; el tercer capítulo fue discutido la semana siguiente; y el 15 de junio comenzó el examen del cuarto capítulo, dedicado a la infalibilidad propiamente.
Después de un período largo de discusiones, en medio del calor del verano romano, el 13 de julio se votó el esquema en su conjunto: más o menos 50 padres no participaron de la sesión, y de 601 presentes, 88 dieron un voto negativo y 62 aprobaron con la reserva iuxta modum. Sumando los últimos votos con aquellos de los no presentes, el resultado era que casi un tercio de la asamblea se mostró contraria a la aprobación del esquema. Los que estaban a favor hacían lo posible por explicar de mejor manera el tema de la infalibilidad, los contrarios por su parte trataban de limitar el poder infalible del papa. Por decisión de Pío IX, en el texto de proclamación del dogma de la infalibilidad fue insertada la famosa expresión non autem ex consensu Ecclesiae (y no por el consenso de la Iglesia), que hizo enfadar a los anti infalibilistas.
El 18 de julio el texto definitivo fue leído con el nombre de Pastor Aeternus y se procedió a la votación. La minoría anti infalibilista había comunicado a Pío IX la decisión de no participar en las votaciones y abandonó el concilio. Sobre los 535 obispos presentes, 533 dieron la aprobación. Solo dos obispos eran contrarios al  documento pero se adhirieron al parecer de la mayoría. De esa manera Pío IX sancionó el texto y se cantó el Te Deum de acción de gracias.

## Contenido
La Pastor Aeternus fue significativamente aprobada con el título de «primera constitución dogmática sobre la Iglesia de Cristo». El documento se compone de un prólogo y de cuatro capítulos.
En el prólogo se evoca la institución de la Iglesia por Cristo, habla de la misión de los apóstoles y de la función de Pedro como «principio y fundamento» de la unidad de la Iglesia.
El primer capítulo se dedica a sostener la institución del Primado apostólico de Pedro, respondiendo a la tesis de aquellos que negaban que Pedro había recibido un verdadero y propio primado de jurisdicción, y a la tesis según la cual Cristo confirió el primado no a Pedro sino a la Iglesia y solo por medio de ella a Pedro como su ministro.
En el segundo capítulo se trata de demostrar que el primado concedido a Pedro se perpetúa en los papas de Roma, y que esta perpetuidad está unida directamente a la voluntad divina.
El tercer capítulo trata del valor del primado del romano pontífice. El primado del papa, o sea su autoridad suprema de jurisdicción, al cual todos deben obediencia en fuerza de la subordinación eclesiástica, es cualificado como ordinario, inmediato, verdaderamente episcopal, sobre todos los pastores y fieles y no solo en el campo de la fe y las costumbres, sino también en la disciplina y el régimen de la Iglesia. Los obispos, por otra parte, no son simples funcionarios subordinados al papa, sino que son sus más puros ejecutores.
La Pastor Aeternus, utilizando las mismas expresiones, afirma que el poder del sumo pontífice no perjudica en algún modo el poder episcopal de jurisdicción, ordinario e inmediato, con el cual los obispos, elegidos por el Espíritu Santo como sucesores de los apóstoles, guían y rigen como verdaderos pastores el rebaño asignado a cada uno de ellos. El documento no trata el problema de como pueden coexistir estos dos poderes, papal y episcopal, ambos cualificados con los adjetivos de ordinario, inmediato  y episcopal.
El cuarto capítulo desarrolla y define el dogma de la Infalibilidad papal en los siguientes términos: «Proclamamos y definimos dogma revelado por Dios que el Romano Pontífice, cuando habla ex cathedra, es decir cuando ejercita su supremo oficio de pastor y de doctor de todos los cristianos, y en fuerza de su supremo poder apostólico, define una doctrina acerca de la fe y las costumbres, vincula a toda la Iglesia, por la divina asistencia a él prometida en la persona del beato Pedro, goza de aquella infalibilidad con la cual el divino Redentor quiso fuese dada a su Iglesia, al definir la doctrina en torno a la fe y a las costumbres: por tanto tal definición del Romano Pontífice son inmutables por sí mismas, y no por el consenso de la Iglesia».

## Consecuencias

### Reacción de algunos obispos
Los obispos que no habían participado a las votaciones finales se adhirieron más o menos al nuevo dogma. Los obispos franceses escribieron una carta al papa donde aceptaban las decisiones del concilio sin comentario alguno. 
Más difícil fue la aceptación por parte de los obispos austriacos y alemanes, pero al final se adhirieron con la esperanza de mantener la unidad de la Iglesia. Solo Döllinger, profesor de teología, no quiso reconocer el nuevo dogma y el 17 de abril de 1871 fue excomulgado, sus discípulos abandonaron la Iglesia católica y fundaron la Iglesia vetero católica, conocidos por mucho tiempo como los viejos católicos.

### Reacción de algunos gobiernos
El gobierno austro húngaro puso como pretexto el nuevo dogma para denunciar el concordato estipulado con la Santa Sede en 1855, en cuanto a que, según él, había sido firmado por un papa sin pretensiones de infalibilidad, mientras que luego de la Pastor Aeternus se abrogó una posición diversa. De esta manera, según el Estado austriaco, no se estaba obligado a ser fieles al pacto de ese concordato.
En Alemania, el canciller Otto von Bismarck creó un despacho, el 14 de mayo de 1872, con el cual se sostenía que en caso de un futuro cónclave se tenía que prestar mayor atención a la elección del papa, debido a que después de concilio Vaticano I, según él, los obispos no tendrían mayor importancia, siendo reducidos a simples representantes locales del papa. Dicho despacho solo duró dos años.

### Interpretación de los obispos alemanes
Los obispos alemanes, ante la reacción del gobierno de Bismarck, tomaron la decisión de dirigir al canciller una respuesta colectiva, donde explicaban con habilidad lo que significaba el dogma de la Infalibilidad, aclarando especialmente que dicho poder del papa, de ningún modo rebajaba la dignidad episcopal. La carta incluso fue del agrado del papa Pío IX, que en apoyo a los obispos alemanes escribió un breve apostólico el 2 de marzo de 1875.
La reacción de los obispos alemanes al nuevo despacho de Bismarck contenía dos puntos esenciales: en primer lugar, que el concilio se había limitado a declarar aquello que ya se encontraba en la fe, la práctica y la conciencia de la Iglesia católica, sin ninguna innovación; y en segundo lugar, que la constitución Pastor Aeternus de ningún modo limita la responsabilidad del episcopado. 
En particular la carta del episcopado alemán afirmaba que el Papa es el obispo de Roma y no de ninguna otra diócesis, que su poder no es de tipo monárquico absoluto, sino que el papa está sujeto al poder divino y a la autoridad de Cristo sobre la cual se ha fundado el papado, posee una responsabilidad igual que los demás obispos de la Iglesia, por ello estos no son de ningún modo los funcionarios del papa, cada uno tiene una responsabilidad propia.
Los obispos alemanes aclaran que la infalibilidad no es una cosa nueva, en cuanto que estaba ya presente en la conciencia y en la práctica de la Iglesia católica, que solo se da cuando el papa interviene ex cathedra, es decir, cuando el pontífice empeña su propia autoridad y solo cuando habla de fe y costumbres. Aunque si el papa no tiene el deber jurídico de escuchar al episcopado cuando empeña su autoridad, no puede expresar, ni lo hará jamás, nada que sea contrario o diverso a aquello de lo que ya la Iglesia cree y vive. 
En la respuesta de Pío IX a la declaración de los obispos alemanes, aprobó de buen grado lo dicho, en cuanto que «declara la pura doctrina católica y consiguientemente aquella del santo Concilio y de la Santa Sede».